# Anke Blondé
Anke Blondé (1976) is een Vlaams regisseur en scenarist.

## Biografie
Blondé studeerde regie aan de Hogeschool Sint-Lukas in Schaarbeek waar de kortfilm Meneer Frits haar afstudeerwerk was.
Blondé is regisseur van drie kortfilms en de televisieseries Vossenstreken (met Joël Vanhoebrouck en Kaat Beels), Red Light (met Wouter Bouvijn) en Juliet. Haar debuutlangspeelfilm The Best of Dorien B. uit 2019, waarvoor ze ook samen met Jean-Claude van Rijckeghem tekende voor het scenario, werd geselecteerd voor het filmfestival van Rotterdam 2019 en was de openingsfilm van het filmfestival van Oostende 2019.
Daarnaast was ze ook actief voor de casting van onder meer De helaasheid der dingen, Zuidflank, Trouw met mij!, De premier, Beau Séjour en Cleo.

## Werk
- 1998: Meneer Frits (kortfilm, regie, scenario)
- 1999: Buiten adem! (kortfilm, regie, scenario)
- 2011: Dura Lex (kortfilm, regie)
- 2015: Vossenstreken (televisieserie, regie samen met Joël Vanhoebrouck en Kaat Beels)
- 2019: The Best of Dorien B. (langspeelfilm, regie, ook scenario samen met Jean-Claude van Rijckeghem)
- 2020: Red Light (televisieserie, regie samen met Wouter Bouvijn)
- 2024: Juliet (televisieserie, regie)

## Erkenning
- De kortfilm Dura Lex kreeg de Prijs van de Jury op het Vlaamse Kortfilmcompetitie 2011 op het Internationaal Kortfilmfestival Leuven, was genomineerd voor een Ensor (filmprijs) Beste Kortfilm 2012, winnaar van de Brief Encounters UWE European New Talent Award 2012 op het Encounters International Film Festival in Bristol en kreeg in 2013 op het Festroia International Film Festival in Setúbal de Mário Ventura Award voor beste script van een Europese kortfilm (script van Sanne Nuyens en Bert Van Dael).
- The Best of Dorien B. was genomineerd voor de publieksprijs op het internationaal filmfestival van Edinburgh in 2019, won op het Galway Film Fleadh 2019 de prijs voor beste langspeelfilmdebuut, was genomineerd met eervolle vermelding voor de Golden Starfish Award op het Hamptons International Film Festival 2019, genomineerd voor de Grand Jury Prize op het Nashville Film Festival 2019, genomineerd voor de Big Screen Award op het International Film Festival Rotterdam 2019, winnaar van de publieksprijs op het Anonimul International Independent Film Festival 2019 en genomineerd voor een Ensor 2021 voor beste regie film en beste scenario film (laatste samen met Jean-Claude van Rijckeghem).
- Red Light kreeg in oktober 2020 de Special Performance Award en de prijs van de Studentenjury op het internationale televisiefestival Canneseries in Cannes,[3] en een Gouden Kalf voor Beste televisiedrama op het Nederlands Film Festival 2020.[4]

## Privé
Blondé heeft een relatie met Ruben Impens waarmee ze twee kinderen heeft.